# Live Peace in Toronto 1969
Live Peace in Toronto 1969 este un album live din 1969 înregistrat de John Lennon și Yoko Ono sub numele de The Plastic Ono Band la festivalul Toronto Rock and Roll Revival. Împreună cu Eric Clapton la chitară, Klaus Voorman la bas și viitorul baterist Yes, Alan White la baterie, componența a fost întregită de Lennon la voce și chitară ritmică și de Ono la voce. Albumul a fost creditat trupei The Plastic Ono Band, o formație din care făceau parte Lennon, Ono și diferiți muzicieni care îi asistau. Atât Lennon cât și Ono vor folosi această denumire și pe unele din albumele lor solo. 

## Tracklist
1. "Blue Suede Shoes" (Carl Perkins) (3:50)
2. "Money (That's What I Want)" (Janie Bradford/Berry Gordy) (3:25)
3. "Dizzy Miss Lizzy" (Larry Williams) (3:24)
4. "Yer Blues" (Lennon/McCartney) (4:12)
5. "Cold Turkey" (John Lennon) (3:34)
6. "Give Peace a Chance" (Lennon/McCartney) (3:41)
7. "Don't Worry Kyoko (Mummy's Only Looking for Her Hand in The Snow)" (Yoko Ono) (4:48)
8. "John, John (Let's Hope for Peace)" (Yoko Ono) (12:38)

## Single-uri
- "Cold Turkey" (1969)
- "Don't Worry Kyoko (Mummy's Only Looking for Her Hand in The Snow)" (1969)
- "Give Peace a Chance" (1969)